# Virtus Pallacanestro Bologna 1952-1953

## Roster
Virtus Bologna
- Gianfranco Bersani (capitano)
- Giuliano Battilani
- George De Vito
- Sergio Ferriani
- Germano Gambini
- Carlo Negroni
- Renzo Ranuzzi
- Luigi Rapini
- Rinaldo Rinaldi
- Umberto Villani
- Dario Zucchi

## Staff Tecnico
- Allenatore:  James Larry Strong

## Risultati
- Serie A:  2ª classificata su 12 squadre (15-7)